# Třída Weapon
Třída Weapon byla třída torpédoborců britského královského námořnictva. Celkem byly postaveny a spuštěny na vodu v letech 1945–1946 čtyři jednotky této třídy. Stavba dalších 16 byla zrušena po skončení druhé světové války. Ve druhé polovině 50. let byly všechny čtyři jednotky upraveny na radarové torpédoborce, ze služby byly vyřazeny v roce 1966.

## Pozadí vzniku
Torpédoborce Weapon byly objednány na základě potřeb námořnictva za druhé světové války jako součást válečného programu královského námořnictva roku 1943. Měly se zaměřovat na protiponorkový boj. Původně byla plánována stavba celkem 20 jednotek, konec války je ale učinil nadbytečnými. Kýl byl založen u 13 jednotek, na vodu bylo spuštěno šest a zcela dokončeny byly pouze čtyři z nich. Jednalo se o jednotky Battleaxe, Broadsword, Crossbow a Scorpion, které byly do služby přijaty v letech 1947–1948. Před založením kýlu byla zrušena stavba torpédoborců Claymore, Dirk, Grenade, Halberd, Poniard, Lance a Musket.
Jednotky třídy Weapon:
| Jméno                                        | Loděnice                            | Založení kýlu | Spuštění na vodu  | Zařazen do služby | Status                                                                             |
| -------------------------------------------- | ----------------------------------- | ------------- | ----------------- | ----------------- | ---------------------------------------------------------------------------------- |
| Battleaxe (G18, D118)                        | Yarrow, Scotstoun                   | duben 1944    | 12. června 1945   | říjen 1947        | Dne 1. srpna 1962 vážně poškozen kolizí s fregatou HMS Ursa. Prodán do šrotu 1964. |
| Carronade                                    | Scotts, Greenock                    | duben 1944    | 5. dubna 1946     | –                 | Stavba zrušena 1946.                                                               |
| Broadsword (G31, D31)                        | Yarrow, Scotstoun                   | červenec 1944 | 5. února 1946     | říjen 1948        | Prodán do šrotu 1968.                                                              |
| Crossbow (G96, D96)                          | Thornycroft, Woolston               | srpen 1944    | 20. prosince 1946 | březen 1948       | Prodán do šrotu 1972.                                                              |
| Culverin                                     | Thornycroft, Woolston               | duben 1944    | –                 | –                 | Stavba zrušena 1946.                                                               |
| Cutlass                                      | Yarrow, Scotstoun                   | září 1944     | 20. března 1946   | –                 | Stavba zrušena 1946.                                                               |
| Dagger                                       | Yarrow, Scotstoun                   | březen 1945   | –                 | –                 | Stavba zrušena 1946.                                                               |
| Howitzer                                     | Thornycroft, Woolston               | únor 1945     | –                 | –                 | Stavba zrušena 1946.                                                               |
| Longbow                                      | Thornycroft, Woolston               | duben 1945    | –                 | –                 | Stavba zrušena 1946.                                                               |
| Rifle                                        | William Denny & Brothers, Dumbarton | červen 1944   | –                 | –                 | Stavba zrušena 1945.                                                               |
| Scorpion (G64, D64, ex Tomahawk, ex Centaur) | J. Samuel White, Cowes              | prosinec 1944 | 15. srpna 1946    | prosinec 1947     | Prodán do šrotu 1971.                                                              |
| Spear                                        | William Denny & Brothers, Dumbarton | září 1944     | –                 | –                 | Stavba zrušena 1945.                                                               |
| Sword                                        | J. Samuel White, Cowes              | září 1945     | –                 | –                 | Stavba zrušena 1945.                                                               |

## Konstrukce

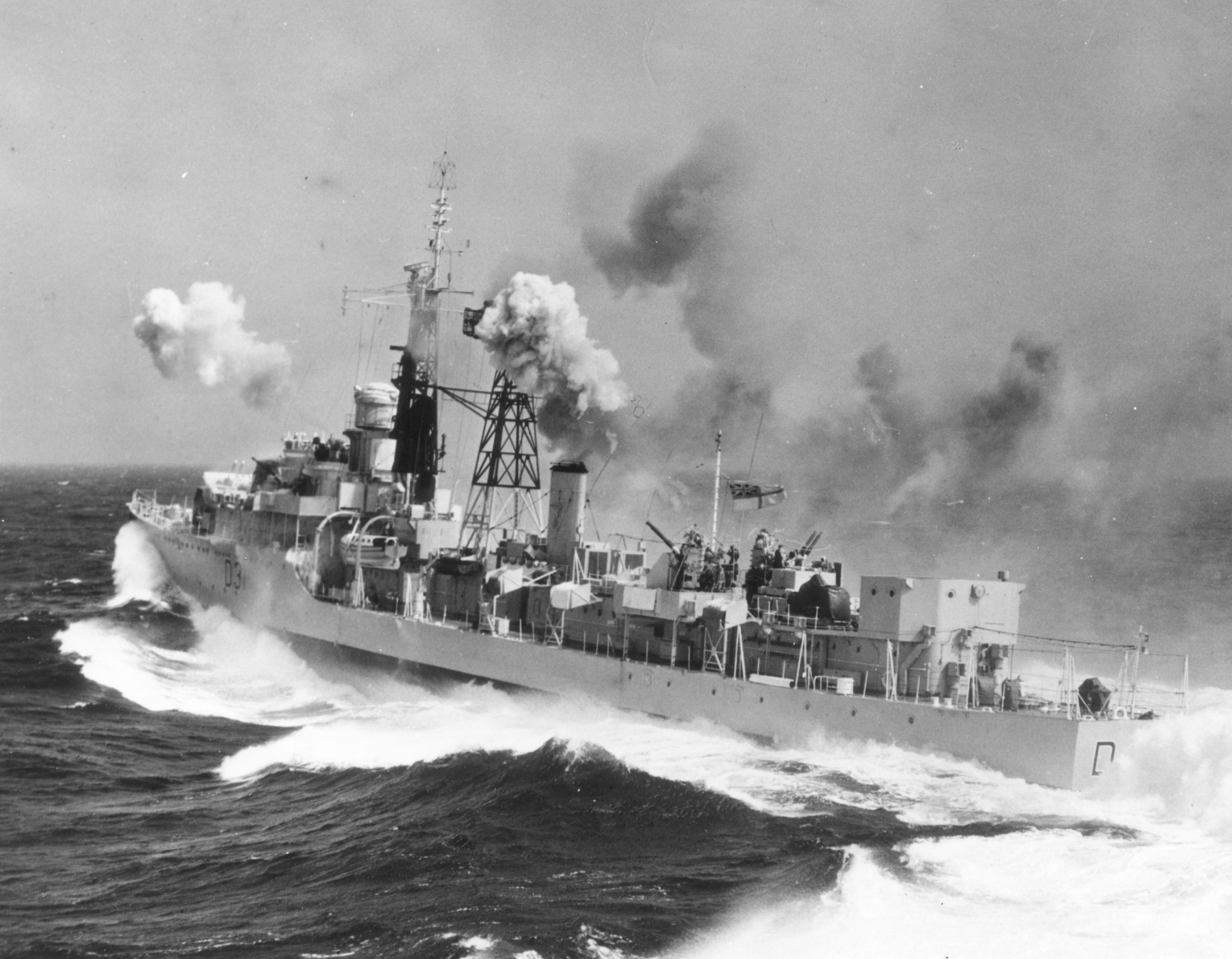
HMS Broadsword (D31)

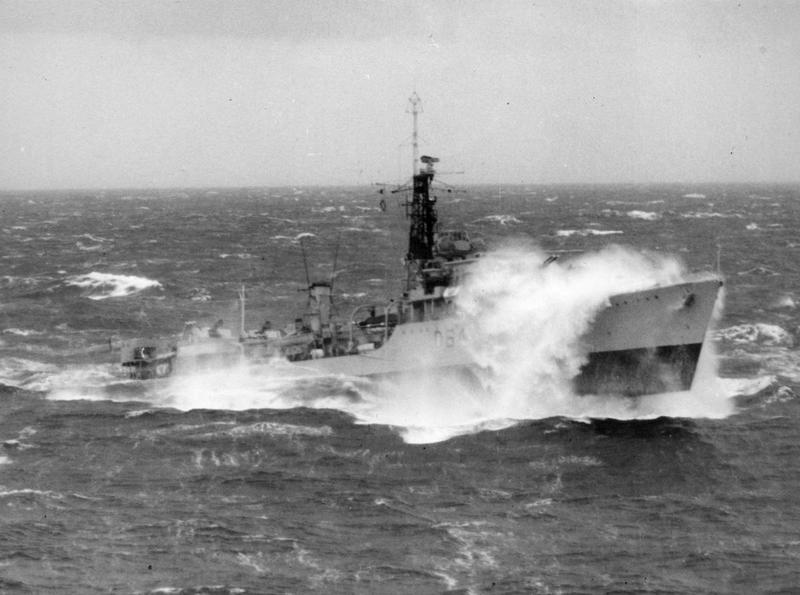
HMS Scorpion (D64)

Plavidla po dokončení nesla čtyři dvouúčelové 102mm kanóny QF Mk.XVI HA, umístěné ve dvoudělových věžích. Battleaxe a Broadsword měly po jedné věži na přídi a na zádi, ostatní měly obě věže na přídi. Protiletadlovou výzbroj doplňovaly dva 40mm dvojkanóny STAAG Mk.II a dva 40mm kanóny Mk.IX. Dále byly na palubě dva pětinásobné 533mm torpédomety. K napadání ponorek sloužily dva salvové vrhače hlubinných pum Squid, které byly instalovány v místě původně plánované třetí dělové věže. Pohonný systém tvořily dva kotle Foster Wheeler a dvě turbíny Parsons o výkonu 40 000 hp, pohánějící dva lodní šrouby. Nejvyšší rychlost dosahovala 34 uzlů.

### Modernizace
V letech 1958–1959 byly všechny čtyři jednotky modernizovány na radarové torpédoborce. Před komín byl instalován stožár s přehledovým radarem dlouhého dosahu typu 965 (AKE–1). Původní stanoviště řízení palby KMk–6 bylo odstraněno a nahrazeno typem MRS 8. Torpédomety byly odstraněny a nahrazeny radarovými kabinami. Na plavidlech Battleaxe a Broadsword byly vrhače Squid přesunuty z přídě na záď.

## Konec služby
Lodi této třídy nebyly nikdy zcela uspokojivé svým designem a byly kritizovány pro svou lehkou zbraňovou výzbroj, příliš těžké torpédové vybavení a vibrace při střelbě. Všechny čtyři lodě měly problém s pohonem, protože parní turbíny měly četné konstrukční nedostatky. Problémy byly sníženy odstraněním přívodu páry do spodní poloviny zpětné turbíny, což však snížilo reverzní pohon na polovinu a v důsledku toho tyto lodě neuspokojivě zpomalovaly a manévrovaly. Tento problém se stal osudným pro Battleaxe, která nemohla dostatečně rychle manévrovat, aby zabránila 1. srpna 1962 během nočního cvičení poblíž Ailsy Craig ve Firth of Clyde srážce s fregatou HMS Ursa. Poškození bylo neopravitelné a loď byla odepsána jako úplná ztráta a v roce 1964 sešrotována. Zbývající tři lodě byly vyřazeny ze služby v roce 1966 a postupně sešrotovány (Broadsword–1968, Crossbow–1972, Scorpion–1971).